# 91 Егіна
91 Егі́на — астероїд головного поясу, відкритий 4 листопада 1866 року французьким астрономом Едуардом Стефаном у Марсельській обсерваторії, Франція. Астероїд названий на честь Егіни, німфи у давньогрецькій міфології.
Діаметр астероїда був уточнений після аналізу результатів, отриманих за допомогою інфрачервоної космічної лабораторії IRAS. У 1994—1995 роках у рамках спільної програми Європейської південної обсерваторії та Харківської астрономічної обсерваторії було визначено період обертання астероїда.
Егіна належить до астероїдів типу С, не перетинає орбіту Землі й обертається навколо Сонця за 4,17 юліанського року.